# Paraprososthenia
Paraprososthenia is een geslacht van weekdieren uit de klasse van de Gastropoda (slakken).

## Soorten
- Paraprososthenia lijiangensis Liu, Wang & Zhang, 1980
- Paraprososthenia minuta Annandale, 1919